# Kroon (munteenheid)
Kroon kan als munteenheid betrekking hebben op verschillende munteenheden.
Bestaande munteenheden:
- Deense krone (DKK)
- Faeröerse króna (DKK)
- IJslandse króna (ISK)
- Noorse krone (NOK)
- Tsjechische koruna (CZK)
- Zweedse krona (SEK)

Voormalige munteenheden:
- Estische kroon (EEK) (in 2011 vervangen door de euro)
- Boheems-Moravische koruna
- Oostenrijkse krone
- Slowaakse koruna (SKK) (in 2009 vervangen door de euro)
- Tsjecho-Slowaakse koruna (CSK)

Historisch muntstuk:
- Crown was de naam van een Brits muntstuk van vijf shilling. Tot 1970 was de half crown nog een bestaande munt. Het opschrift van deze munt was inderdaad "half crown", zodat het voor buitenlanders niet direct duidelijk was dat de waarde 2½ shilling was.

## Kroon of kronen
In het Nederlands worden de meeste hedendaagse munteenheden na een geldbedrag in het enkelvoud gebruikt, maar kroon is daarop een uitzondering, bijvoorbeeld:
1 kroon
125 kronen
20 miljoen Deense kronen enz.